# Konvergenciakritériumok (matematika)
A konvergenciakritériumok a matematikai sorok konvergenciájára vonatkozó feltételek.
A numerikus sorokra vonatkozó konvergenciakritériumokról az alábbi szócikkekben olvashatunk:
- Numerikus sorok
- Cauchy-konvergenciakritérium
- Gyökkritérium
- Hányadoskritérium
- Majoráns kritérium

A Fourier-sorok konvergenciájára vonatkozó speciális kritériumok:
- Dini-féle konvergenciakritérium
- Lipschitz-féle konvergenciakritérium